# Гай Юлий Филопап
Гай Юлий Антиох Епифан Филопап или Филопап (на латински: Gaius Iulius Antiochus Epiphanes Philopappus; на гръцки: ὁ Γαίος Ιούλιος Αντίοχος Επιφανής Φιλόπαππος; 65 – 116) e политик и сенатор на Римската империя през края на 1 век и началото на 2 век.

## Биография
Произлиза от Besa в Атика и е принц на Комагена. Филопап е внук на Антиох IV, последният цар на Комагена. Той е първороденият син на Гай Юний Антиох Епифан и Клавдия Капитолина, египетска гъркиня. Брат е на Юлия Балбила, която е поетеса и приятелка на император Адриан. Неговият баща е победен през 72 – 74 г. от Луций Юний Цезений Пет. През 74 г. Комагена се присъединена към провинция Сирия. Император Веспасиан му прощава и го завежда в Рим.
Филопап e титулар-цар, Архонт и живее в Рим и Атина. По времето на император Траян Филопап е приет в сената и преторианската гвардия и влиза в колегията арвалски братя. През май-август 109 г. Филопап е суфектконсул заедно с Гней Антоний Фуск.

## Памет
Жителите на Атина издигат през 114/119 г. в негова чест паметник на хълма на музите, югозападно от Акропола.